# Maurilio di Rouen
Maurilius (Magonza o Reims, prima del 1000 – 9 agosto 1067) è stato un arcivescovo francese; fu un monaco, abate, eremita, scrittore, riformatore, personaggio tra i più eminenti del suo tempo. Venerato come santo dalla Chiesa cattolica.

## Omonimia
Da distinguere dal Maurilio che, di origine italiana, fu vescovo di Angers, dove morì nel 453, ed è anche egli venerato come santo dalla chiesa cattolica, e dall'omonimo vescovo di Cahors deceduto nel 580.

## Biografia

### Laquerellesulle origini
Maurilius nacque da famiglia nobile; c'è dissenso tra le fonti e tra gli studiosi quanto al luogo di nascita: Magonza per il monaco storiografo dell'XI-XII sec. Orderico Vitale e Reims o la sua diocesi, mentre il «père Maynard» citato da Pommeraye riferiva di genitori originari da Magonza dai quali Maurilius sarebbe nato a Reims; lo dà originario della Lorena invece Violette.

### Gli studi e il primo incarico
Maurilius studiò alla scuola episcopale di Liegi ed ivi prese gli ordini; indi si spostò in Sassonia per proseguire gli studi, il culmine dei quali fu l'acquisizione del Dottorato o Lettorato presso la Scuola della Cattedrale di Halberstadt.

### La tensione alla vita eremitica
Tale sistemazione "secolare", tuttavia, non lo soddisfaceva, siccome Maurilio sentiva l'urgenza di ritirarsi dalla vita sociale: tant'è che prima del 1030 entrò nell’ordine dei Benedettini di Fécamp in Normandia come monaco; inoltre, dopo qualche tempo, desiderando scegliere una condotta di vita ancora più austera e severa, egli chiese al suo abate il permesso di condurre vita eremitica e si recò in Italia per isolarsi, dedicandosi alla penitenza, alla preghiera e al lavoro manuale.

Ve lo accompagnò il monaco Gerbert, che sarebbe poi divenuto un oblato di San Wandrille.

La fama della virtù di Maurilius giunse a Bonifacio di Canossa, marchese e duca di Toscana, che gli ordinò di assumere il ruolo di Abate di Santa Maria a Firenze ma ivi i monaci, insoddisfatti del rigore del nuovo abate, si risolsero ad avvelenarlo, così Maurilio, accompagnato ancora da Gerbert, fece ritorno a Fécamp per riprendere la vita monacale.

## La carriera ecclesiastica
Dopo la precedente sua esperienza quale amministratore della Scuola della Cattedrale di Halberstadt e il ruolo di abate di Santa Maria a Firenze, tornato a Fécamp, poté restarvi solo fino al 1055.

### Arcivescovo di Rouen

#### Il concilio di Lisieux e la nomina di Maurilius
Nel maggio del 1055, infatti, il Concilio di Lisieux, formato dai vescovi della provincia in presenza del legato papale Hermenfroi, vescovo del Principato di Sion, risolse di deporre Mauger dalla carica di arcivescovo di Rouen, sia per il suo atteggiamento ribelle, sia per i sospetti che fosse dedito a pratiche magiche, sia per la vita dissoluta che conduceva, e quindi nell'ambito di una politica di riforma morale della Chiesa di Normandia ma, non ultimo fattore, come manovra politica tendente ad allontanare dai luoghi di potere i discendenti di Riccardo I (i cosiddetti Richardides: anche Mauger era succeduto a un Richardide, suo zio Roberto d'Évreux).
Il concilio era stato tenuto dal legato papale ma sotto gli auspici del duca di Normandia Guglielmo II il quale, oltre che nipote di Mauger, ne era rivale: Guglielmo stesso era stato, difatti, rilevante attore del colpo di mano contro l'arcivescovo e la di lui famiglia, che egli aveva dovuto subire come tutori sin dalla tenera età: non solo era stato Guglielmo a premere perché, per spodestare Mauger, «qui nec Deo devotus, nec mihi fidus erat», ricorda lo storico Orderico Vitale attribuendo il pensiero a Guglielmo) fosse indetto il Concilio ma anche a scrivere al papa per farvene presenziare il legato, peraltro non evitando di previamente (e invano) ammonire Mauger. 
Il Concilio di Lisieux individuò quale successore di Mauger sul soglio arcivescovile Maurilius, candidato che lo stesso Guglielmo aveva anche consigliato (o appoggiato?), ed inoltre nella ferma convinzione che non fosse requisito sufficiente l'estrazione familiare, la nobiltà di natali o l'origine geografica per gestire cariche ecclesiastiche di valore spirituale e politico insieme. La patria d'elezione di Maurilius era comprovata essere la Normandia, ed era uomo di solida educazione teutonica e scrupolosa rettitudine morale, così come era dimostrato dalle scelte maturate nel corso degli anni.

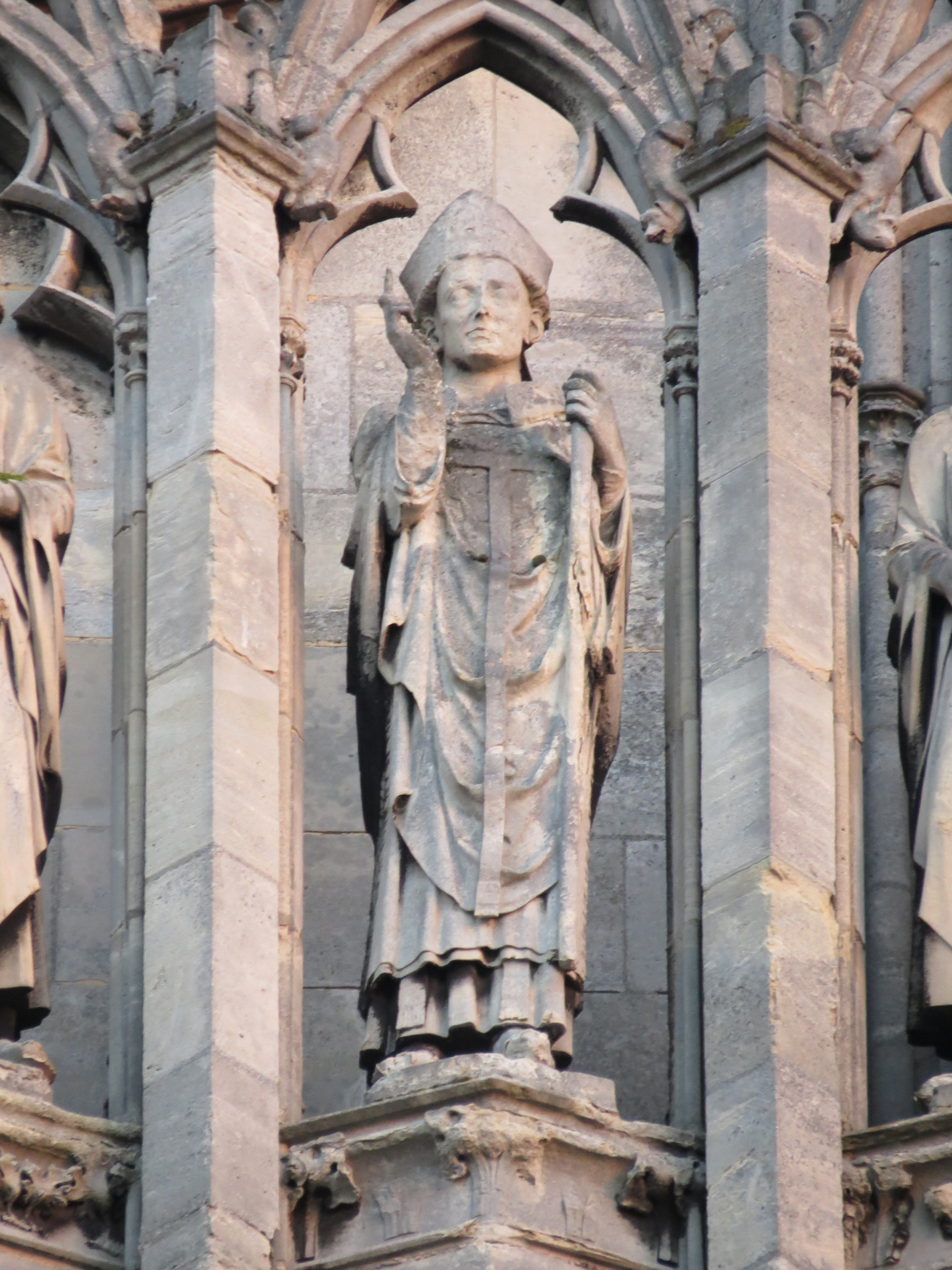
Maurilius sulla facciata occidentale della chiesa di Saint-Ouen a Rouen

#### Maurilius arcivescovo e il Concilio di Rouen
L'elevazione alla carica arcivescovile avvenne nel 1055 secondo gli Annali di Jumieges, dal nome del monaco che li avviò.
La scelta di Maurilio, in specie per la sua forte personalità, e la sua partecipazione al movimento riformatore della Chiesa francese in tal senso, collimava sia con la sua precedente esperienza di rigore etico, disciplinare e amministrativo, sia con le istanze di rinnovamento morale e religioso che emergono già dalla antica storiografia (in particolare in Orderico Vitale, storico e monaco di Saint-Évroul) di fronte alla spirale di dissolutezza e disordine morale e culturale in cui era rimasta avviluppata la Normandia sin dalla conquista armata della Neustria da parte di Rollo, quando i «neofiti» entrati col condottiero «con la forza delle armi», e «concubine» al seguito, non avevano avuto nessuna remora, se anche passati a vita consacrata, a non rispettare il loro status né nell'abbandonare le armi né nel celibato, continuando a «vivere come laici», così come in seguito i «preti» che, «sull’esempio degli ultimi arcivescovi di Rouen, erano pubblicamente sposati».
Il celibato dei preti (e la conseguente lotta al nicolaismo) era uno dei punti su cui si orientava la maggior parte dei Concili presieduti da Maurilius.
Celebrando il Concilio di Rouen, nel 1063, Maurilius ebbe a cuore non di meno il consolidamento di aspetti teologici e dottrinali, trovandosi contestualmente, in un clima già arroventato dagli scontri politici, a ristabilire punti cardine della religione cristiana, pronunciandosi in particolare contro l'eresia di Berengario di Tours che negava la transustanziazione dell'Eucaristia. Sotto l'impulso di Maurilius, il Concilio di Rouen vergò una professione di fede di accuratissima precisione, tale da presentarsi inattaccabile dal gioco di sottigliezze degli avversari e inequivocabile nel pronunciamento:

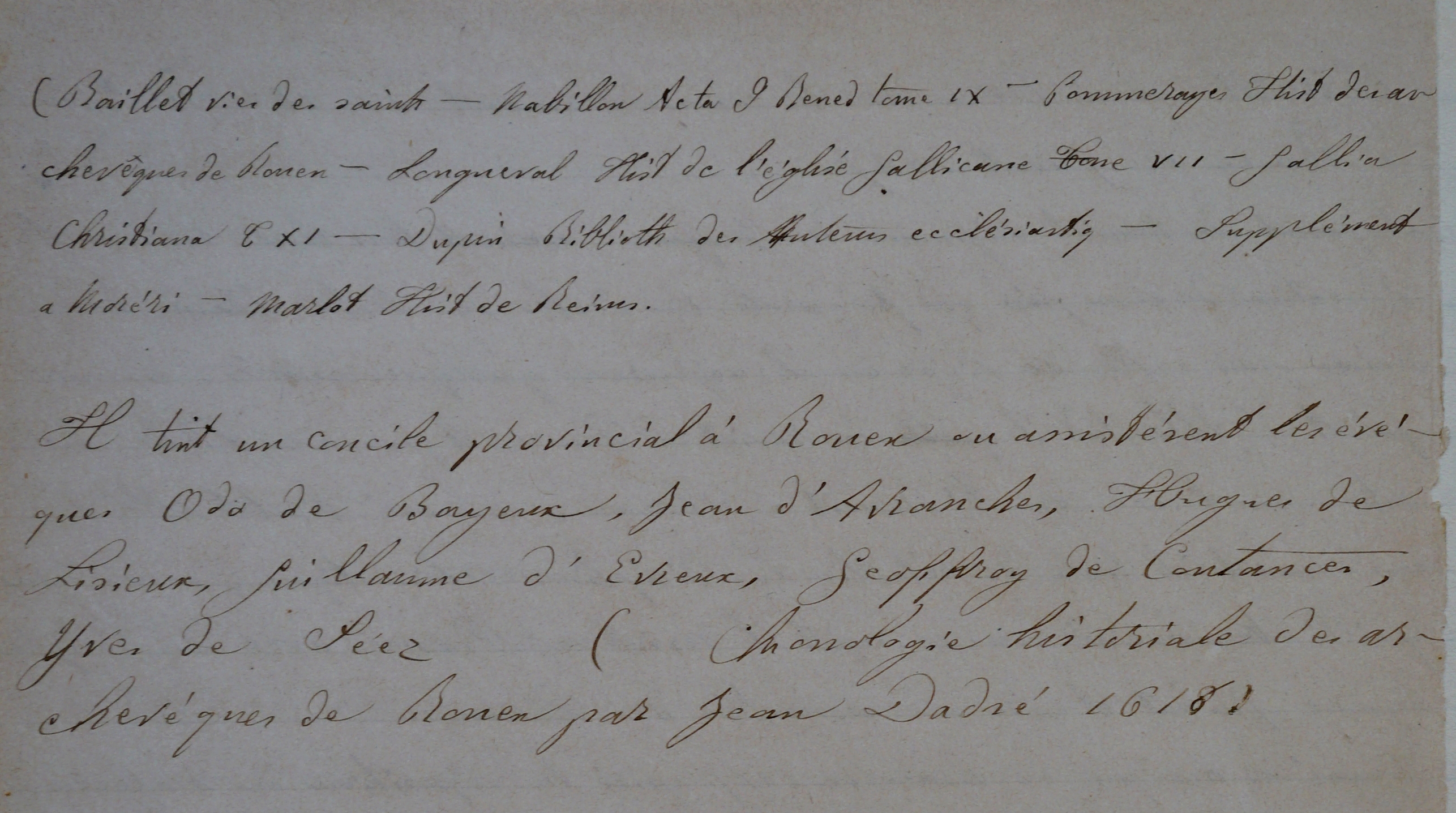

«Noi crediamo col cuore e confessiamo con la bocca che il pane offerto sull’altare non è che pane prima della consacrazione, ma che, in virtù della consacrazione, la natura e la sostanza del pane è cambiata dalla potenza ineffabile di Dio nella natura e nella sostanza della carne, non di altra carne se non quella che è stata concepita di virtù dello Spirito Santo, nacque da Maria Vergine, fu crocifisso, fu sepolto, risuscitò il terzo giorno, siede alla destra di Dio Padre. 
Noi crediamo che il vino misto d’acqua, messo nel calice per essere santificato, è mutato veramente e sostanzialmente in questo sangue che per la redenzione del mondo è uscito dal fianco di nostro Signore, aperto dalla lancia. Noi anatemizziamo tutti coloro che abbiano sentimenti eretici o che tengano discorsi empi e temerari contro questo credo santo e apostolico».
Inoltre, quale esito legislativo finale, ancora sotto impulso di Maurilius il Concilio emanò decreto per obbligare tutti i vescovi a firmare tale formula prima d’essere consacrati, come esplicito impegno ad attenersi ad essa. Tale normativa sarebbe stata rinnovata anche dai concili tenuti dopo la morte di Maurilius.
Altro rilevante esito fu l'imposizione, da parte del Concilio, in sintonia tra autorità ecclesiastiche e secolari e sotto l'egida o comunque rafforzato dalla decisiva tempra di Maurilius, della Tregua di Dio, ossia di periodi di pace coatti, in genere coincidenti con periodi di festività liturgiche o giorni di particolare rilievo, in cui signori feudali e popolazione di ogni grado dovevano impegnarsi a sospendere faide, attacchi, guerre, concili e rivalità, e organizzarsi invece per combattere il banditismo.

#### L'attività archiepiscopale
Nel corso di appena più di un decennio Maurilius si occupò anche dell'istituzione o del restauro o della costruzione di edifici o apparati o organismi che nella sua diocesi o in esteso in Normandia potessero vivificare o dare stabilità alla vita ecclesiale: 

nel 1055 costituì, su impulso della contessa Adelaide di Normandia, una collegiata a Aumale nella Senna Marittima presso l'Abbazia maschile di Saint-Martin d'Auchy, che era stata fondata alla fine del secolo precedente dai signori del luogo;

da Robert d'Eu, cui ne aveva egli stesso consigliato l'edificazione, ricevé, nel 1059, oltre ai necessari finanziamenti l'incarico di occuparsi della costruzione e di curare l'amministrazione globale dell'Abbazia di Saint-Michel du Tréport;

Maurilius ottenne da Gualtiero III del Vexin la restituzione dei diritti episcopali sull'arcidiaconato di Vexin tra il 1055 e il 1062, mentre ad un suo successore dovette cedere la terra di Gisors, appartenente ai domini della Cattedrale, che sarebbe stata fra questi riacquisita nel 1075.

#### La Cattedrale di Rouen

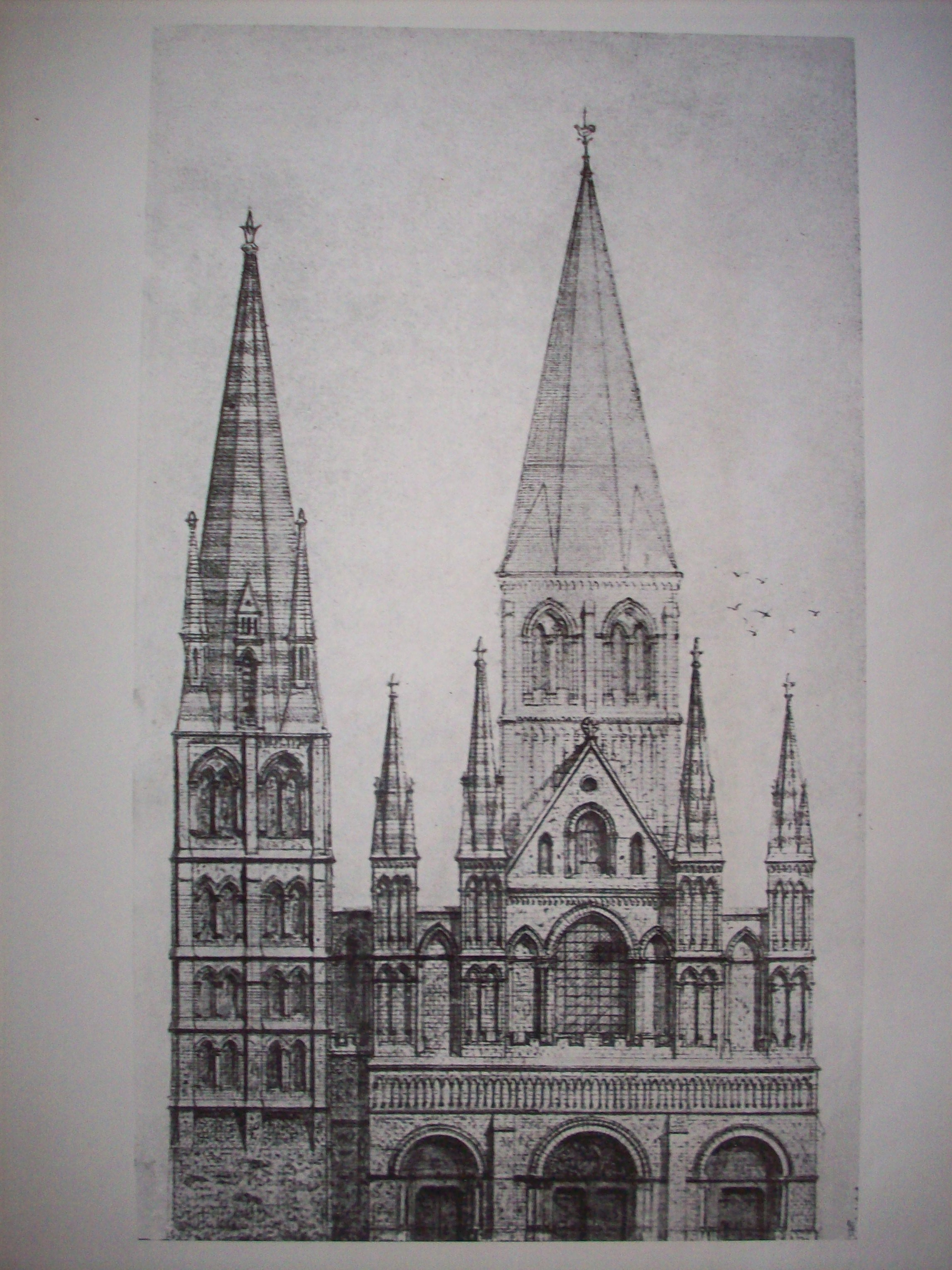
La facciata della cattedrale romanica.

Giunto a Rouen, Maurilius gestì la ripresa dei lavori di riedificazione della Cattedrale con la ricostruzione della navata e completò il progetto in toto; in ultimo fece erigere una sorta di piramide di pietra di cui sarebbe stato eponimo e ai piedi della quale egli stesso sarebbe stato sepolto.
La piramide sarebbe stata di forma simile ai campanili di Chartres; lo storico benedettino Pommeraye, che scrive nel XVII secolo, cita un manoscritto secondo il quale la piramide sarebbe stata ornata di gallerie e fiancheggiata da quattro torrette al cui apice erano corone imperiali; la piramide sarebbe stata distrutta da un fulmine nel 1117.
La consacrazione e dedicazione della cattedrale avvenne il 1º ottobre 1063 alla presenza già amica di Guglielmo II di Normandia. Nello stesso periodo Maurilius fece traslare nella cattedrale le salme di Rollo e del figlio Guglielmo "Lungaspada".

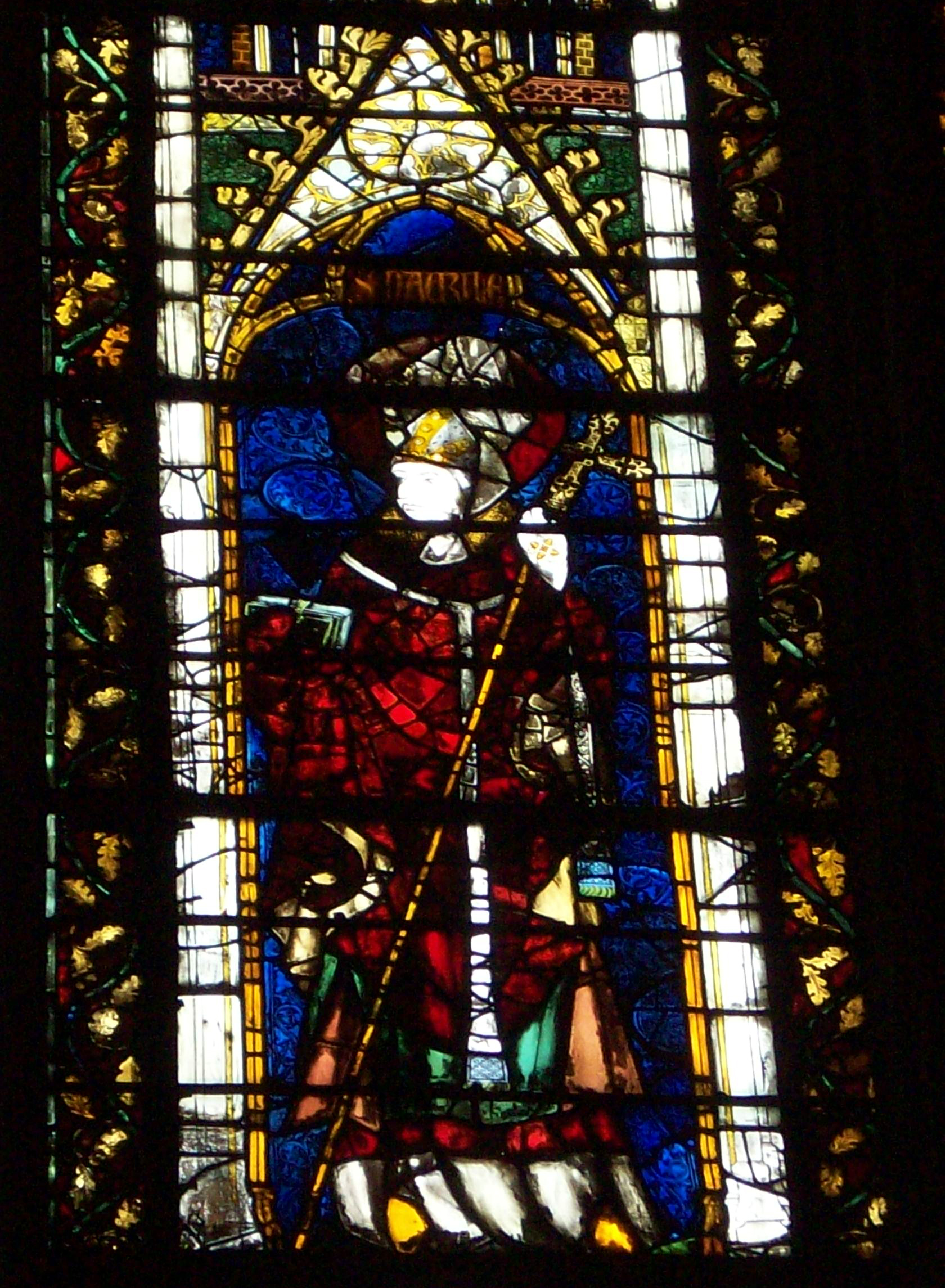
Maurilius, santo

 Maurilius è rappresentato su una vetrata nella Cappella della ss. Vergine nella Cattedrale, con i simboli distintivi del suo magistero, i paramenti e il baculo pastorale.

### Il prestigio e la venerazione
I contemporanei ne elogiavano la santità del temperamento, che gli ottenne il rispetto del clero, ma era noto anche per i suoi interessi di studioso e la sua conoscenza, oltre che per essere benefattore delle abbazie di Saint-Ouen, Jumièges, e Tréport, e del priorato di Saint-Hymer; nel 1067 aveva consacrato la chiesa abbaziale di Jumièges.
La capacità di cura e direzione spirituale di Maurilius ebbe un ruolo determinante, insieme con il beato Lanfranco di Canterbury superiore della vicina abbazia di Notre-Dame du Bec, fiorentissimo centro di vita intellettuale dell'XI secolo, nel percorso di discernimento vocazionale di Anselmo d'Aosta, il quale pronuncerà i voti monacali nell'ordine, anch'egli, di san Benedetto, nel 1060.
Nel corso del suo mandato arcivescovile, Maurilius partecipò anche a diversi concili: un concilio ecclesiale, tra il 1055 e il 1063: il concilio di Caen, nel 1061; quello di Rouen del 1063 e quello di Lisieux del 1064; il concilio dei prelati di Normandia a Lillebonne del 1066, che si concluse con la decisione di effettuare una spedizione in Inghilterra volta a favorire l'incoronazione, secondo diritto, di Guglielmo II di Normandia, poi Guglielmo I d'Inghilterra, "Il Conquistatore".
Di due di essi (Caen e Lisieux), sono stati conservati gli atti.
Jean d'Ivry (in latino Joannis Abrincacensis, Abrincensis episcopus ossia vescovo di Avranches),, suo successore sulla cattedra di Rouen, tributò a Maurilio un Liber de officiis ecclesiasticis. Già dall'esordio della dedica ne sottolinea le doti morali e spirituali e la sanctae religionis vigilantia (ossia la «vigilanza sulla santa religione») che, coniugate all'autorevolezza, avevano potuto incidere significativamente nella riforma e nel rinnovamento del costume, come anche nel fissare «statuti canonici» che prelati e fedeli dovessero altrettanto santamente rispettare.

### La morte
La sua morte, avvenuta nell'estate del 1067 presumibilmente per cause naturali, è avvolta in una pia leggenda, riferita in particolare da Guglielmo di Malmesbury; comunque l'abbazia di Jumièges la registrò per il 9 agosto del 1067.

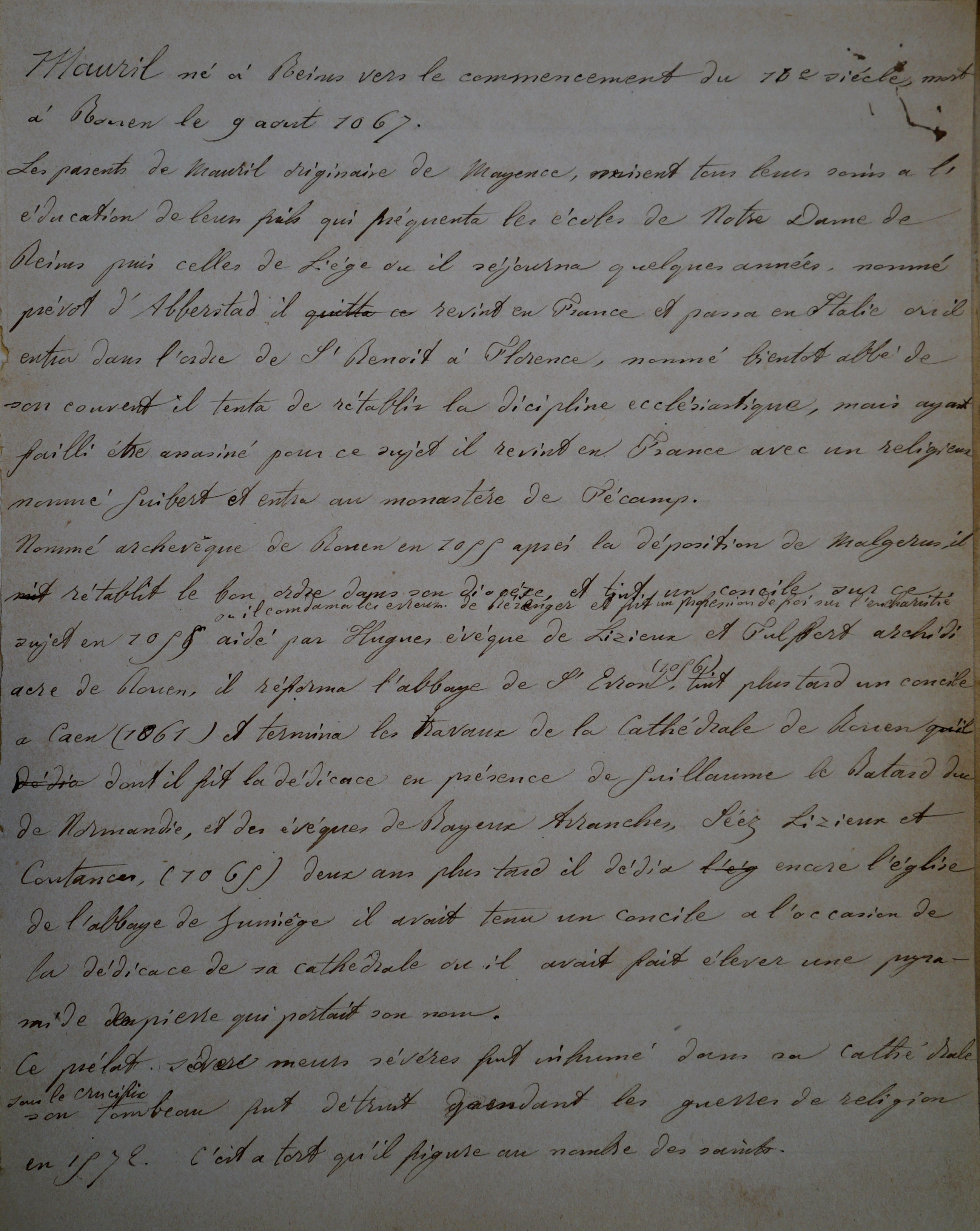

La consacrazione ivi della nuova chiesa abbaziale il 1º luglio 1067, in presenza del duca Guglielmo, recentemente tornato dall'Inghilterra, nel 1066, fu l'ultimo atto pubblico di Maurilius.
Dopo la morte di Maurilius, la sua carica e l'arcivescovado di Rouen furono offerti a Lanfranco, che rifiutò l'incarico.

#### La sepoltura
La tomba di Maurilius, che era stato sepolto nella cattedrale di Rouen, e sul cui epitaffio si poteva leggere anche l'attestazione della sua cultura filosofica: «potavit trifido fonte philosophiae», fu distrutta dagli Ugonotti nel 1562.

Nel secolo precedente, nel 1480, era stata fortuitamente ritrovata, durante lo scavo di un loculo in cui sarebbe stato seppellito il cuore di Guillaume d'Estouteville. 
L'arcivescovo aveva con sé una croce di legno, che venne rinvenuta insieme con brandelli di una casula.

## Opere
Maurilio fu autore di un Liber de officiis ecclesiasticis.